# 李民雄
李民雄（1932年1月23日—2009年1月2日）中國打擊樂演奏家、作曲家、音樂教師，獲評正教授的學術正高級職稱，在浙江嵊州市出生。青少年時學習越劇音樂藝術，參加越劇團樂隊工作，后入上海音樂學院學習民族音樂專業，完成本科學業后留校任教，以正教授職稱離休。
1999年在台灣台南縣官田鄉國立台南藝術大學中國音樂學系做特聘客座教授，與高雄市國樂團在高雄市合作舉行個人創作專場音樂會，並錄製個人打擊樂作品專輯。
著有《民族打擊樂演奏教程》、《中國打擊樂》、《傳統民族器樂曲欣賞》、《青少年學民族打擊樂》等書。譜曲作品有《龍騰虎躍》等多首。
并一首打擊樂《龍騰虎躍》是1980年完成吹打樂版本，1991年2月24日重新配器完成大樂隊版本，并于香港由香港中樂團首演。然後在2024年重新完成鼓樂和大鈸領奏版本。

## 外部連結
- YouTube上的李民雄《龙腾虎跃》重新大钹领奏版本_Part 01